# E552
E552 eller Europaväg 552 är en 230 km lång europaväg som går från München  i Tyskland till Linz i Österrike. 

## Sträckning
München - (gräns Tyskland-Österrike) - Braunau - Wels - Linz

## Standard
Vägen är blandat landsväg och motorväg, A94 och A8. Man planerar bygga mer motorväg.

## Anslutningar till andra europavägar
- E45
- E52
- E56
- E55
- E60